# Notocera dispar
Notocera dispar är en insektsart som beskrevs av Strümpel 1972. Notocera dispar ingår i släktet Notocera och familjen hornstritar. Inga underarter finns listade i Catalogue of Life.